# USS George Washington (CVN-73)
Джордж Вашингтон — англ. USS George Washington (CVN-73) — американский атомный авианосец, шестой корабль типа «Нимиц». Назван в честь первого президента Соединённых Штатов Джорджа Вашингтона.
Заложен 25 августа 1986 года, спущен на воду 21 июля 1990 года, в присутствии первой леди, Барбары Буш зачислен в состав флота во время празднования дня независимости США 4 июля 1992 года.
Корабль имеет длину в 333 метра и ширину в 76,8 метра. Общая площадь палубы 18000 м². На авианосце находится примерно 90 самолётов и вертолётов, для их подъёма на палубу из ангара используется четыре лифта. На корабле находится 4 опреснительных установки, с помощью которых получают 1500 м³ пригодной для питья воды. Ежедневно пищевой блок авианосца готовит примерно 18000 порций пищи. На корабле оборудовано примерно 2500 кают, способных разместить 6250 человек. Корабль использует два якоря весом 30 тонн каждый.
 11 сентября 2001 года, в момент атаки террористов "Джордж Вашингтон" находился недалеко от берегов Виргинии, уже на следующий день он прибыл в акваторию Нью-Йорка и обеспечивал безопасность воздушного пространства города и прилегающих районов.

## Боевое применение
Во время своей службы совершает походы в Средиземное море и в Персидский залив.
В 2008 году "Джордж Вашингтон" заменил авианосец «Китти Хок» на американской базе Йокосука в Японии. Таким образом, "Джордж Вашингтон" стал первым кораблём США с ядерной энергоустановкой, надолго размещённым на базе в иностранном государстве. 
20 октября 2012 года авианосец в составе авианосной группы США появился в водах Южно-Китайского моря, где с начала 2012 года обострился территориальный спор между КНР, Филиппинами, Вьетнамом, Малайзией, Брунеем, а также Тайванем, по поводу расположенных там архипелага Спратли (Наньша) и группы островов Сиша (Парасельские острова). 

## Происшествия
- 22 мая 2008 года на борту авианосца ВМС США «Джордж Вашингтон» вспыхнул сильный пожар, причинивший американскому флоту ущерб в 70 миллионов долларов, пожар был вызван непогашенной сигаретой. В результате возгорания от дыма и незначительных ожогов пострадали 37 человек[1]